# پائول هالپرن
 پائول هالپرن (انگلیسی: Paul Halpern) یک فیزیک‌دان اهل ایالات متحده آمریکا است.